# Fotovoltaická elektrárna Vranovská Ves
Fotovoltaická elektrárna ve Vranovské Vsi je jednou z největších slunečních elektráren v Česku. Instalovaným výkonem se řadí na 6. příčku .
Elektrárna leží v katastru obce Vranovská Ves na území zhruba 15 km severozápadně od Znojma. Solární elektrárna obsahuje 84 384 kusů polykrystalických fotovoltaických panelů, které po rozložení zabírají plochu sedmi fotbalových hřišť . Tento počet panelů udává celkový výkon elektrárny 16,033 MW. Roční výroba elektrárny by tak měla pokrýt potřebu až 4000 domácností na jihu Moravy . Solární elektrárna byla dokončena v roce 2010.
Na výstavbě se podílela společnost Elektromontáže Němeček , která dodávala trafostanice, pokládku ochranných trubek a kabelových vedení. Současným vlastníkem elektrárny je společnost ČEZ Obnovitelné zdroje, s.r.o., která vlastní dalších 15 elektráren na území Česka 